# 마그달레나 피에카르스카
마그달레나 피에카르스카(폴란드어: Magdalena Piekarska, 1986년 11월 28일~)는 폴란드의 펜싱 선수로 주 종목은 에페이다. 2012년 하계 올림픽의 여자 에페 개인전에 참가하였으나 32강에서 패하며 탈락하였다.